# 아워 뮤직
아워 뮤직(Our Music, Notre Musique)은 스위스에서 제작된 장 뤽 고다르 감독의 2004년 드라마 영화이다. 단테 알리기에리의 《신곡》에 영감을 얻어 제작되었다. 사라 애들러 등이 주연으로 출연하였고 알랭 사르드 등이 제작에 참여하였다.

## 출연

### 주연
- 사라 애들러
- 나드 디유

### 조연
- 로니 크래머
- 사이몬 에인
- 장 크리스토프 부베
- 조지 아귈라

## 제작진
- 미술: 안느 마리 미에빌
- 배역: 리처드 루시우